# Чернелиця

Чернели́ця  (раніше також Черлениця) — містечко на Покутті, селище Коломийського району Івано-Франківської області), за 4 км від Дністра (правий берег), за 50 км від Коломиї. Адміністративний центр Чернелицької селищної громади.

## Географія
Селищем протікає потік Довга.

## Населення

### Мова
Розподіл населення за рідною мовою за даними перепису 2001 року:
| Мова       | Кількість | Відсоток |
| ---------- | --------- | -------- |
| українська | 1877      | 99.63%   |
| російська  | 6         | 0.32%    |
| румунська  | 1         | 0.05%    |
| Усього     | 1884      | 100%     |

## Історія

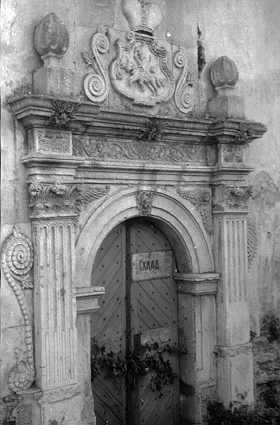
Костел. Головний портал. Вигляд з північного заходу.

У XV ст. занотовані окремо Чернелиця Велика, Чернелиця Гнила; власниками обидвох поселень були Бучацькі. В 1454—1467 роках власниками були Теодорик Бучацький-Язловецький, його сини Міхал Язловецький, Ян (Іван) Монастирський. 1493 року Чернелицею управляла від імени Яна Монастирського Анна — дідичка Чишок.
У податковому реєстрі 1515 року документується піп (отже, уже тоді була церква), млин і 6 ланів (близько 150 га) оброблюваної землі.
В ІІ-й половині XVI ст. Чернелиця отримала права міста. В ІІ-й половині XVII ст. місто було власністю князя Михайла Юрія (Міхала Єжи) Чарторийського, одруженого з вдовою снятинського старости Пйотра Потоцького Евфрозиною з Станіславських. Чернелиця перестала бути власністю Чорторийських перед 1696 роком (з того року походить грамота, засвідчена королем Яном ІІІ Собеським, що Казимир Чорторийський звільнив Франциска та Станіслава Дідушицьких, Миколая Косаковського від претензій на Чернелицю, Чортовець, Заболотів, Косів).
В І-й половині XVIII ст. місто було власністю волинського воєводи Міхала Потоцького, потім його сина Пйотра, який частину маєтку в 1774 році продав Пйотру М. Ґартенберґу Садоґурському.
Дослідник Александр Чоловський, крім Потоцьких, співвласниками Чернелицького замку називає представників родин Ґалєцьких, Стадницьких. На початку 1830-х років дідичкою міста була Текля Раціборська. у 1850-60-х роках Наполеон Раціборський. Близько 1880 року дідичем був Кароль Краснопольський; з початку ХХ ст. до 1939 року — Тереза Петрович та інші співвласники. В адміністративному відношенні містечко (після 1867 р.) належало до Городенківського повіту Королівства Галичини.
У 1870-х рр. відомий львівський краєзнавець Антоній Шнайдер опрацював для містечка проект герба: щит розколений: у верхній червоній частині — срібний двічі переламаний пояс (герб роду Язловецьких «Абданк»), у нижній блакитній — срібний семикутний хрест (герб роду Потоцьких — «Пилява»). Авторський ескіз герба зберігся в особистому архіві краєзнавця (ЛНБ ім. В.Стефаника. — Відділ рукописів. — Ф. 144. — Оп. 5. — Спр. 5. — Арк. 185).
На 01.01.1939 в Чернелиці проживало 3770 мешканців, з них 2360 українців-грекокатоликів, 690 українців-римокатоликів, 100 поляків, 120 польських колоністів міжвоєнного періоду, 500 євреїв.
1939 року Чернелиця була загарбана більшовиками, 1940 року була позбавлена статусу містечка, стала райцентром. У 1957 р. район ліквідовано.

## Пам'ятки історії та культури
У Чернелиці збереглися:

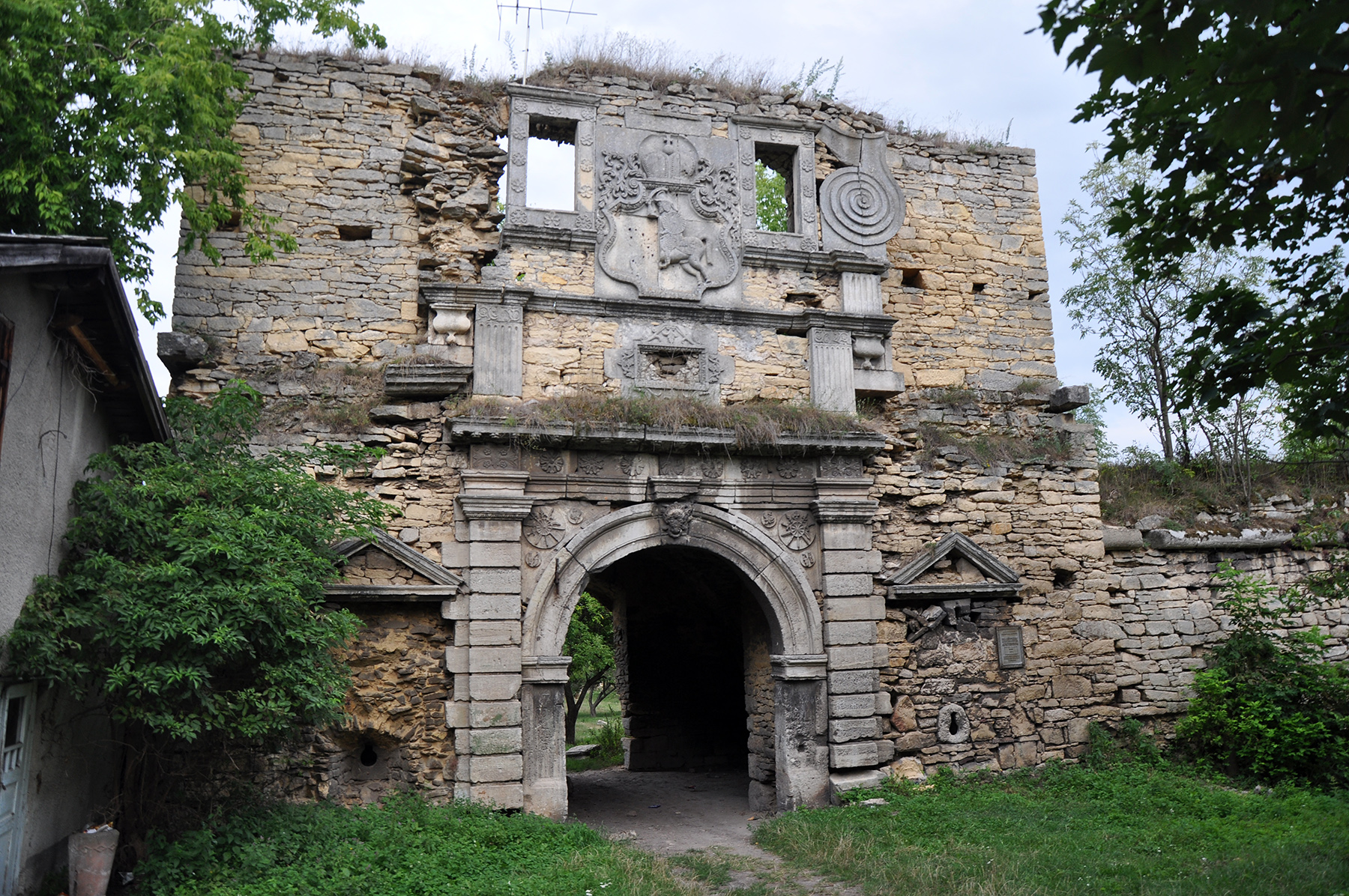
Чернелицький замок

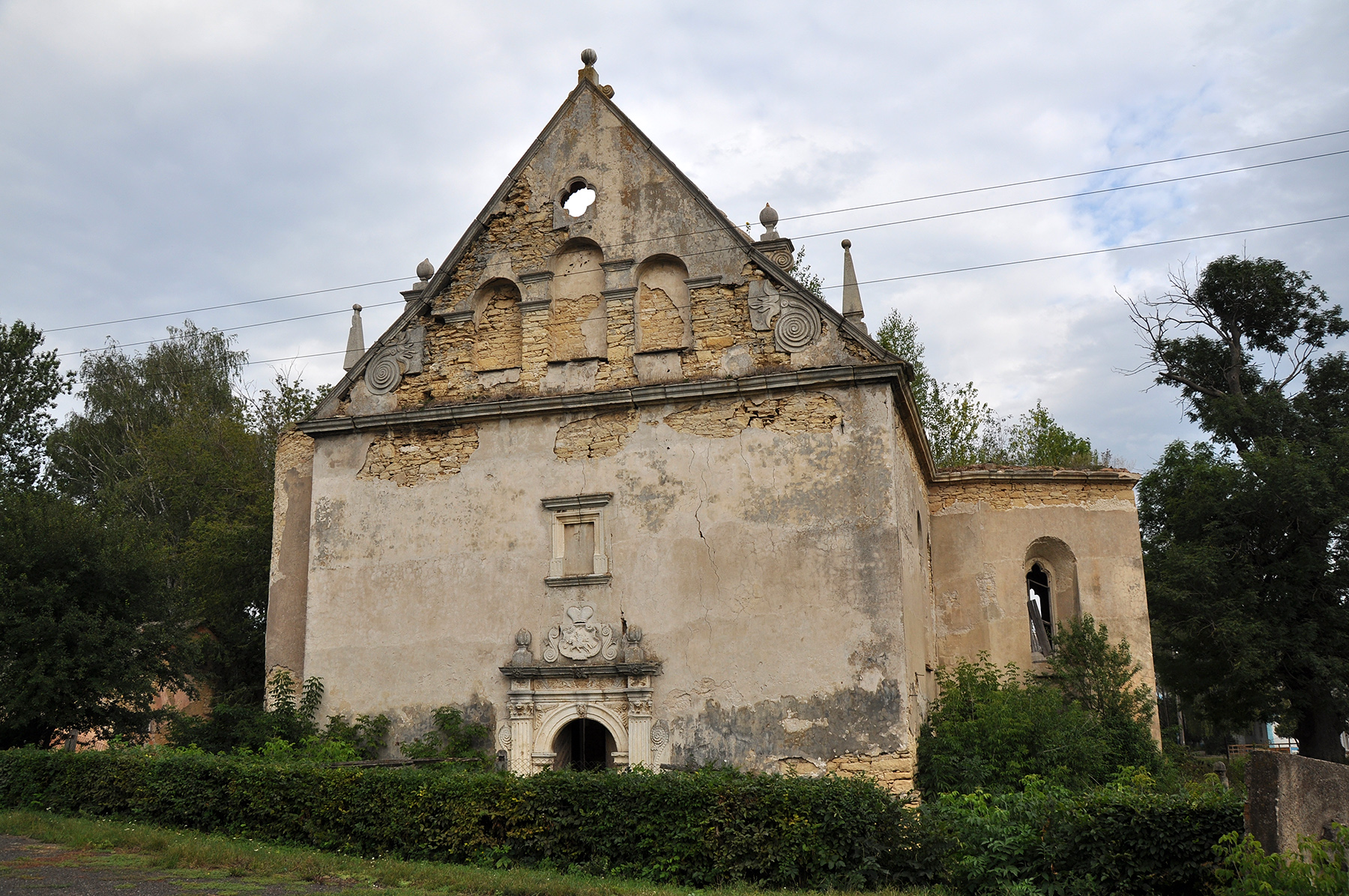
Домініканський костел

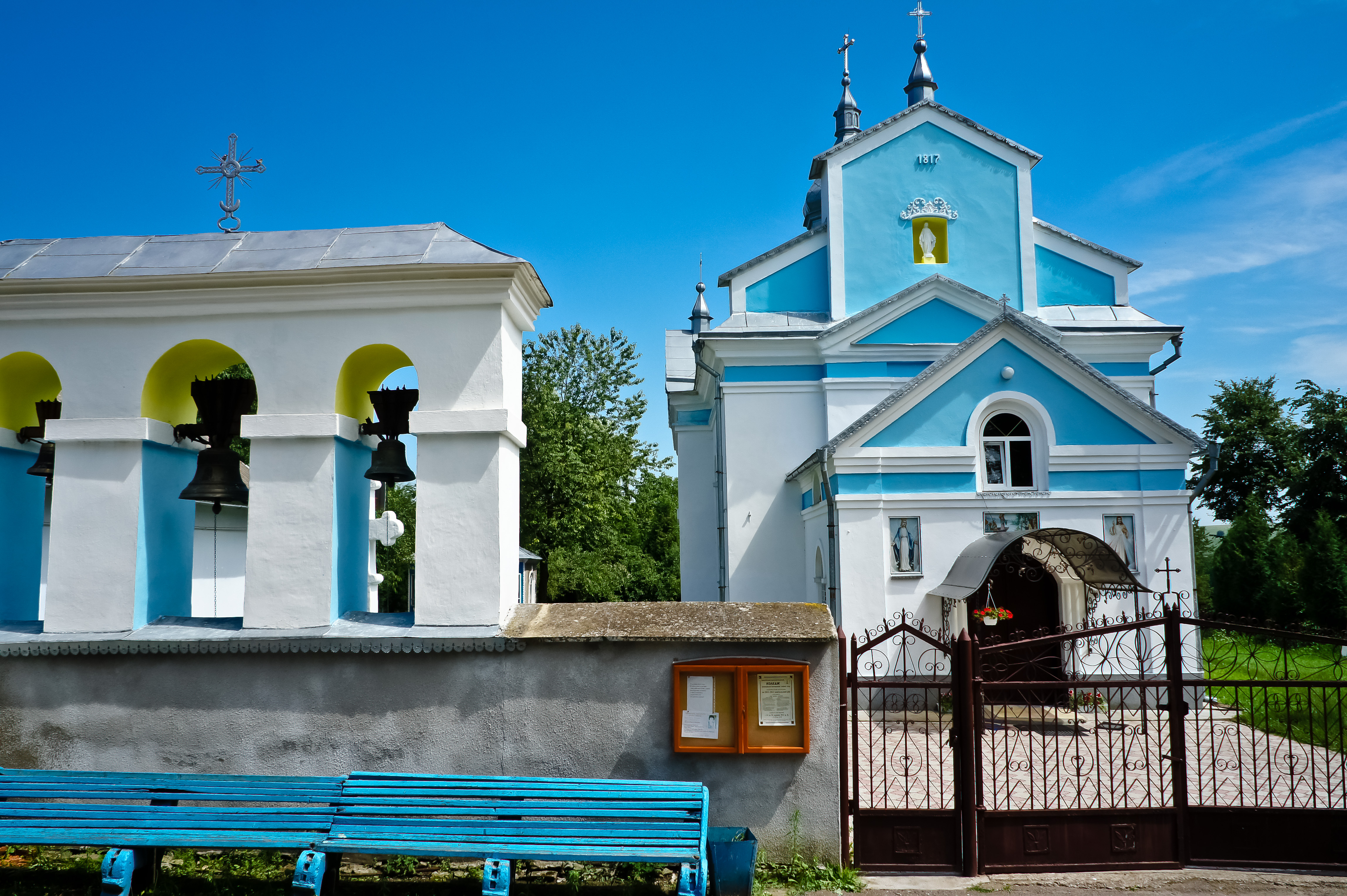
Церква Пресвятої Богородиці

- залишки  Чернелицького замку, збудованого брацлавським воєводою Михайлом Юрієм Чорторийським 1659 року. В 1672 та 1676 роках замок зазнав пошкоджень під час війни з турками. По відбудові відігравав важливу роль під час польсько-турецької війни в 1685—1691 роках. Це була найбільша східна фортеця Речі Посполитої на правому березі Дністра. В часи молдавських походів Яна III Собеського замок був місцем зберігання провіанту і фуражу.
- костел домініканців з 1661 року. Костел з'єднано з замком підземним ходом.

## Релігія

### Греко-католицька парафія
У селищі діє Церква Різдва Пресвятої Богородиці.
Вона є  пам'яткою місцевої архітектури.

### Римо-католицька парафія
За часів Королівства Яґеллонів, Речі Посполитої в місті проживали поляки, була римо-католицька парафія (документи не збереглись). Входила до складу Устецько-Галицького деканату, потім Коломийського, Бучацького, знову Коломийського, від 1843 року до ІІ-ї світової війни до Городенківського деканату. На межи ХІХ-ХХ ст. до складу Чернелицької парафії входили Хмелева, Чернелиця, Копачинці, Корнів, Кунисівці, Вільхівець, Оліїв, Раковець, Семенівка. У 1930-х роках входили Хмелева, Чернелиця, Дубки, Копачинці, Кунисівці, Вільхівець. При парафії діяли Братство Вервечкове (пол. Różańcowe, засноване, ймовірно, на початку XVIII ст.), Католицьке стоваришення жіночої молоді, Третій закон Святого Франциска.

## Економіка
Є підприємтво харчової промисловості.

## Транспорт
Існує автомобільне сполучення з Городенкою, Івано-Франківськом. Є автобусне сполучення з названими містами.

## Відомі люди

### Народились
- отець Добрянський Роман — український галицький релігійний, громадський діяч, парох (УГКЦ) Заліщиків, від 1957 року у Вінніпеґу.[11]
- Нестайко Юліян — український галицький військовий та громадський діяч.
- Нестайко Зиновій — вояк Легіону УСС, УГА, батько відомого українського дитячого письменника Всеволода Нестайка.[12]
- Степан Давимука
- Венгренович Роман Дмитрович — (доктор фізико-математичних наук, професор) викладає в Чернівецькому національному університеті імені Юрія Федьковича.
- Єрмолаєв Ілля Іванович (2001—2022) — солдат Збройних сил України, учасник російсько-української війни, що загинув у ході російського вторгнення в Україну в 2022 році.

### Проживали, перебували, працювали
- отець Денис Нестайко — завідувач парохії, парох містечка[13]